# 다이자오첸
다이자오첸(중국어: 戴娇倩, 병음: Daì Jiāoqiàn, 한자음: 대교천, 영어: Shirley Dai 셜리 다이[*], 1982년 6월 4일 ~ )은 중화인민공화국의 배우이다. 상하이 출신.

## 출연작

### 드라마
- 2012년 후난위성텔레비전 제일주파극장 《신백발마녀전》 - 곽채접 역
- 2013년 후난위성텔레비전 제일주파극장  《추어전기》 - 금모단 역
- 2013년 장쑤 위성 텔레비전 행복극장 《행복식부성장기》 - 서청청 역
- 2014년 CCTV-8 황금강당극장 《창사보위전》 - 팡샤오윤 역
- 2014년 장시 위성 텔레비전 단독극장 《가연》 - 마과과 역
- 2014년 후난위성텔레비전 금응독파극장 《궁쇄연성》 - 화석화가공주 역
- 2014년 CCTV-8 황금강당극장 《개국원훈주덕》 - 캉커칭 역
- 2015년 저장 위성 텔레비전 중국람극장 《다시 사랑할 수 있을까》 - 안흔 역
- 2017년 랴오닝 위성 텔레비전 북방극장 《동무》 - 창루이시에 역
- 2019년 후난위성텔레비전 금응독파극장 《지위우견니》 - 거사영 역
- 2020년 동방 위성 텔레비전 동방극장 《겨우, 서른》 - 리우지에 역